# Mendoza Chico
Mendoza Chico es una localidad uruguaya del departamento de Florida.

## Historia
La localidad se encuentra ubicada en la zona suroeste del departamento de Florida, entre los arroyos Pelado y de Mendoza; sobre la ruta 5 en su km 79. Dista 20 km de la ciudad de Florida y 79 km de Montevideo.

## Generalidades
La localidad tomó el nombre del arroyo Mendoza, que surca la zona de este a oeste, este curso a su vez tomó su nombre del propietario del saladero que se instaló a mediados de 1800 en unas canteras ubicadas en las cercanías de sus orillas. La finalidad de esta localidad y de la vecina Mendoza Grande fue la de prestar servicios a los pobladores de la zona dedicados al engorde de ganado y a la agricultura, destacándose desde entonces como zona cerealera.

## Población
Según el censo del año 2023 la localidad contaba con una población de 1030 habitantes.
| 232            | 446 | 399 | 574 | 776 | 810 | 1030 |
| (Fuente: INE ) |     |     |     |     |     |      |

## Economía
Las principales actividades de la zona son la producción lechera y la faena de ganado.